# یواس‌اس پیلسبری (دی‌یی-۱۳۳)
یواس‌اس پیلسبری (دی‌یی-۱۳۳) (به انگلیسی: USS Pillsbury (DE-133)) یک کشتی بود که طول آن ۳۰۶ فوت (۹۳ متر) بود. این کشتی در سال ۱۹۴۳ ساخته شد.